# Hilde Schaumberger
Hilde Maria Schaumberger (* 7. August 1953 in Villach, Kärnten) ist eine ehemalige österreichische Politikerin (SPÖ).

## Leben
Nach Besuch der Volks- und Hauptschule absolvierte Hilde Schaumberger eine Hauswirtschaftsschule. Zunächst war sie Bäuerin und Bankangestellte, später studierte sie an der Universität Innsbruck Pädagogik und begann, als Lehrerin für evangelische Religion zu arbeiten.
Ihr erstes politisches Mandat bekleidete sie ab 1991, als sie in den Gemeinderat von Villach einzog. 1993 wurde sie Landesvorsitzende der SPÖ-Bauern in Kärnten. Vom 19. bis zum 20. April 1994 war sie einen Tag lang Mitglied des Bundesrats in Wien. Ebenfalls von kurzer Dauer war ihr Wirken als Landtagsabgeordnete; sie hatte von März bis Oktober 1997 ein Landtagsmandat inne. 2002 wurde Schaumberger Finanzstadträtin von Villach; in diesem Amt war sie zehn Jahre, bis 2012, tätig.
Am 1. April 2014 übernahm Schaumberger die Leitung des evangelischen Kulturzentrums Fresach.